# Jocheved Bat-Miriam

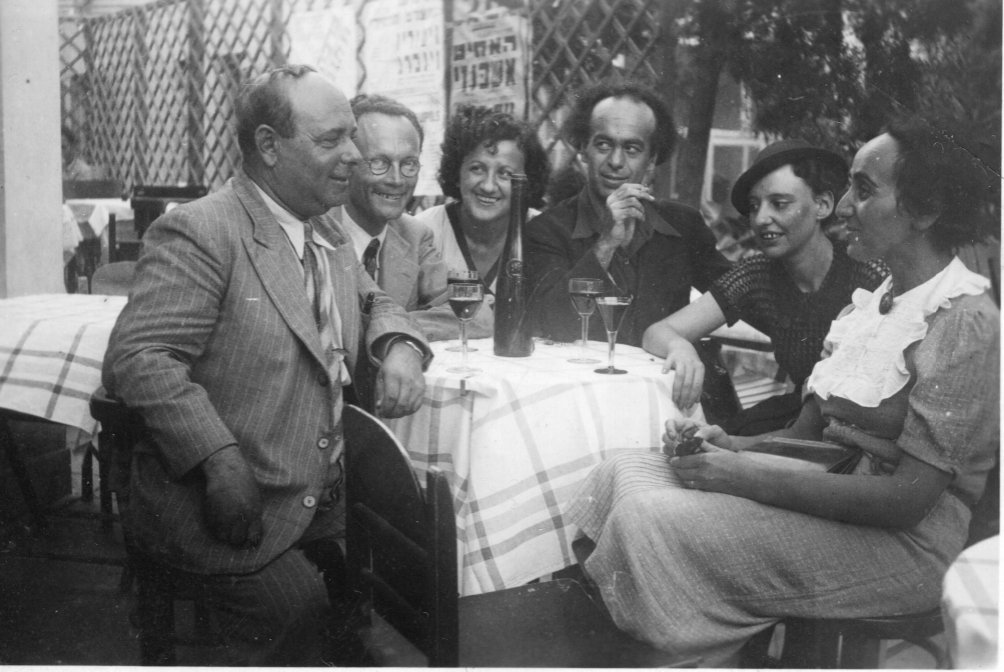
V. l. Moshe Lifshits, Israel Zamora, die Wirtin Luba Goldberg, Avraham Shlonsky, Leah Goldberg, Jocheved Bat-Miriam (1938)

Jocheved Bat-Miriam (hebräisch יוכבד בת-מרים‎; russisch: Бат-Мирьям Иохевед; eigentlich Jocheved Zhlezniak; geboren 5. März 1901 in dem Dorf Keplize (Капличи) bei Minsk (Russisches Kaiserreich, heute Belarus); gestorben 7. Januar 1980 in Tel Aviv) war eine aus Russland stammende israelische Dichterin.

## Leben
Als siebzehnjährige änderte Jocheved Zhlezniak aus Sympathie zu ihrer Mutter Miriam und in Anlehnung an Mirjam, die Prophetin und Schwester des Mose, ihren Nachnamen in Bat-Miriam (hebr. Tochter der Miriam), da sie sich als Poetin berufen fühlte. Ihre ersten hebräischen Gedichte veröffentlichte sie 1922/23 in der Warschauer Hatekufah (Ära) und anderen hebräischsprachigen Zeitschriften außerhalb der Sowjetunion. Zusammen mit Malka Bat-Hamah (eigentlich Schechtman) engagierte sie sich in den literarischen Aktivitäten der Gruppe Hebräische Oktobristen, die 1926 die Anthologie Bereishit (Erstes Wort der Tora: „Am Anfang...“) herausgab. Studiert hat sie an den Universitäten von Odessa und Moskau. 1926 emigrierte sie nach Eretz Israel, wo 1929 ihr erster Gedichtband erschien.
Bat-Miriam hatte zwei Kinder von zwei verschiedenen Männern: In Moskau mit Shimon (Tarbukow) Haboneh die Tochter Mariassa Bat-Miriam Katzenelson (geb. 1925) und in Paris mit dem Schriftsteller Chajim Hasas den Sohn Nahum „Zuzik“ Hasas. Nachdem ihr Sohn 1948 im israelischen Unabhängigkeitskrieg gefallen war, schrieb sie nie wieder ein Gedicht.
In ihren Gedichten verarbeitet Bat-Miriam ihre Erfahrungen und Erlebnisse während ihrer Kindheit in Russland und ihres Daseins als Immigrantin in Israel. Weshalb viele ihrer Gedichte in Form und Stil an russischen und jiddischen Volksliedern geschult sind.

## Werke
- 1929:[1] Merahok (Aus der Distanz).
- 1937: Erets Yisra’el (Israel).
- 1940:[2] Re’ayon („Interview“).
- 1942: Demuyot meofek (Bildnisse vom Horizont).
- 1942: Mishirei Russyah (Lieder Russlands).
- 1946: Shirim La-Ghetto (Gedichte für das Ghetto).
- 1963: Shirim (Gedichte).
- 1975: Beyn Chol Va-Shemesh (Zwischen Sand und Sonne).
- 2014: Machatzit Mul Machatzit: Kol Ha-Shirim (Gesammelte Lieder).

## Auszeichnungen (Auswahl)
- Brenner-Preis (1963)
- Bialik-Preis (1964)
- Israel-Preis (1972)